# Biba
Biba was een Londense modewinkel uit de jaren 1960 en 1970. Biba werd opgericht en voornamelijk gerund door de in Polen geboren Barbara Hulanicki met hulp van haar echtgenoot Stephen Fitz-Simon.
Nadat het oorspronkelijke bedrijf in 1975 sloot, werd Biba meerdere malen opnieuw gelanceerd, onafhankelijk van Hulanicki. Vanaf 2024 was het een merk van het House of Fraser. Het bedrijf wordt gezien als een van de eerste bedrijven die het fast fashion-bedrijfsmodel toepaste.

## Vroege jaren

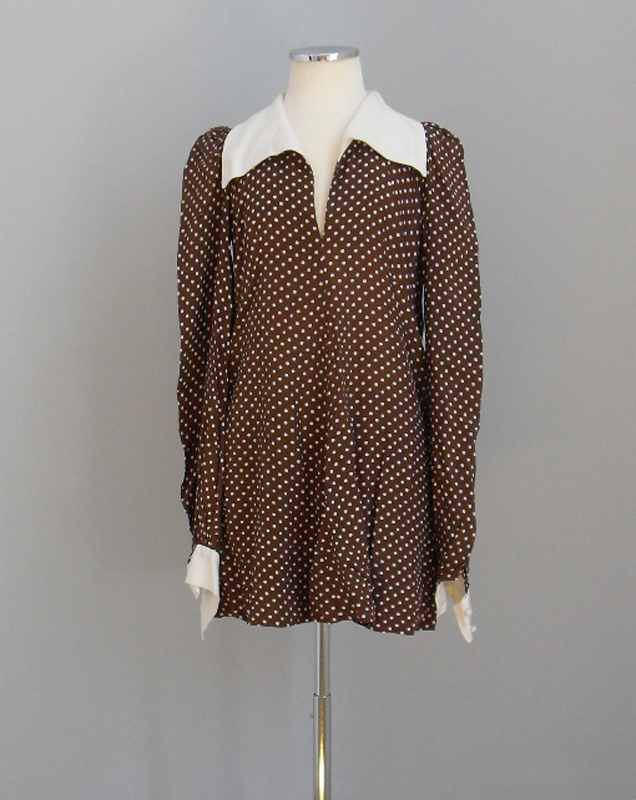
Een Biba-minijurk, ca. 1967-70

Hulanicki werkte als mode-illustrator nadat ze eind jaren 1950 aan het Brighton Art College had gestudeerd. In 1961 trouwde ze met reclameman Stephen Fitz-Simon en in 1963 begonnen ze een postorderbedrijf voor mode, dat goedkope outfits verkocht. Ze noemde het bedrijf Biba's Postal Boutique; Biba was de bijnaam van haar jongere zus Biruta.
Het bedrijf boekte zijn eerste grote succes in mei 1964, toen het een roze gingham-jurk met een gat in de nek aanbood, samen met een bijpassende driehoekige hoofddoek, aan de lezers van de Daily Mirror. De jurk had een grote aantrekkingskracht op beroemdheden, aangezien Brigitte Bardot een soortgelijke jurk had gedragen. De ochtend nadat de jurk in de Daily Mirror werd geadverteerd, waren er al meer dan 4.000 bestellingen binnengekomen. Uiteindelijk werden er zo'n 17.000 outfits verkocht. Na dit succes werd in september 1964 een winkel geopend op Abingdon Road 87 in Kensington. Rond deze tijd werd Anna Wintour, de toekomstige hoofdredacteur van Vogue, op 15-jarige leeftijd een werknemer van Biba. Een andere tienerwerkneemster was de toekomstige actrice Madeline Smith. De kunstenares, romanschrijfster en journaliste Molly Parkin maakte hoeden voor Biba, en de actrice Katy Manning werkte voor het bedrijf als model.
In 1966 verhuisde Biba naar een groter pand op Kensington Church Street 19-21, terwijl hij een succesvolle postorderafdeling bleef runnen. Ook dat jaar werd Biba door Time omschreven als "The most in-shop for gear". De winkel had veel beroemdheden als klant, maar de kleding was goedkoop. De nieuwste mode was voorheen alleen voorbehouden aan de rijken, maar Biba maakte deze betaalbaar voor een groot aantal consumenten. Er was veel aandacht besteed aan de sfeer in de winkels. Ze gebruikten rijkversierde, antieke Victoriaanse meubels, waren zwak verlicht en er werd luide popmuziek gedraaid. Het personeel leek qua leeftijd en uiterlijk op de klanten, meestal vrouwen onder de 25 jaar.
De grotere winkel bood het bedrijf de ruimte om uit te breiden naar cosmetica. Deze werden geleverd door een fabriek in East Grinstead die producten voor Revlon produceerde. Hulanicki was geïnteresseerd in het produceren van cosmetica in een groot assortiment nieuwe, felle kleuren, waarmee haar klanten een complete "Biba-look" konden creëren. Daartoe behoorden bijvoorbeeld groene lippenstift, iets wat voor die tijd zeer ongebruikelijk was. Het bedrijf was ook het eerste dat cosmetica voor de zwarte huid en voor mannen verkocht. Het cosmeticaassortiment was zeer succesvol en werd binnen twee jaar in dertig landen verkocht.
In 1969 bedroeg de wekelijkse omzet van de winkel ongeveer £ 10.000. Er werd besloten om te verhuizen naar een grotere locatie, Kensington High Street 120. Dit was een voormalige winkel van het failliete tapijtbedrijf Cyril Lord  en was negen keer groter dan het pand aan Kensington Church Street. Deze uitbreiding werd gefinancierd door de verkoop van een belang van 75% in de onderneming aan de modeketen Dorothy Perkins en kledingfabrikant Dennis Day Ltd. De overknee laarzen van Biba waren in die tijd een bijzonder populair artikel. Ze werden gemaakt van suède of canvas in veel verschillende kleuren en waren zo gewild dat er rijen voor de winkel stonden als er een bestelling geleverd moest worden. 
In 1971 plande The Angry Brigade, een extreemlinkse terroristische groepering, om Biba en andere doelen te bombarderen als onderdeel van hun aanhoudende bommencampagne. Leden van de groep werden echter gearresteerd en de plannen werden ontdekt voordat dit plaatsvond. In 1972 werd een Biba-jurk verkozen tot Jurk van het Jaar, omdat deze het beste de mode van dat jaar weergaf.

## Big Biba
In 1973 werd Dorothy Perkins gekocht door British Land, waardoor British Land 70% eigenaar werd van Biba. De winkel verhuisde naar het zeven verdiepingen tellende warenhuis Derry & Toms aan de Kensington High Street, dat onmiddellijk wekelijks een miljoen klanten trok en het tot een van de meest bezochte toeristische attracties in Londen maakte. Er waren verschillende afdelingen en elke verdieping had zijn eigen thema. Zo was er een kinderafdeling, een afdeling voor mannen, een boekwinkel, een supermarkt en een 'home'-afdeling waar artikelen als behang, verf, bestek, zachte meubels en zelfs beelden werden verkocht. Het algehele ontwerp werd geproduceerd door Whitmore-Thomas Partnership, gerund door de kunstenaars/ontwerpers Steve Thomas en Tim Whitmore. Elke afdeling had een eigen logo of bord, gebaseerd op het Biba-logo en met een afbeelding die de afdeling beschreef. Deze werden in opdracht van Thomas en Whitmore gemaakt en ontworpen door Kasia Charko.
De winkel had een art-deco-interieur dat deed denken aan de Gouden Eeuw van Hollywood en onconventionele displays, zoals een gigantische Snoopy en zijn hondenhok in de kinderafdeling, waar merchandise gebaseerd op de strip Peanuts werd verkocht. In de Biba Food Hall was elk onderdeel gericht op een bepaald soort product; een display dat eruitzag als een hond (gebaseerd op Hulanicki's eigen hond, een Duitse dog genaamd Othello) bestond uit hondenvoer; een groot blik gebakken bonen bestond alleen uit blikken gebakken bonen; een blik "Warhol's Condensed Soup" etc., alle voedingsmiddelen hadden individuele innovatieve display's. 
In de nieuwe "Big Biba" was het restaurant Rainbow Room gevestigd, dat zich op de vijfde verdieping bevond. Het restaurant serveerde 1200 lunches per dag en werd een belangrijke ontmoetingsplaats voor rocksterren als de New York Dolls en Liberace, maar het was niet alleen voorbehouden aan de elite. Met al deze renovaties en toevoegingen werd Biba bekend als een ‘theater voor mode’.
Op deze locatie bevonden zich ook de Kensington Roof Gardens, die al bestonden vóór Biba en er vandaag de dag nog steeds zijn.

## Ondergang
Big Biba was een enorme verantwoordelijkheid qua kosten en organisatie, maar Hulanicki en Fitz vonden dat ze "vooruit moesten blijven gaan". Vanwege deze enorme onderneming, zei Hulanicki, "was ik elke keer dat ik de winkel binnenliep bang dat het de laatste keer zou zijn." 
Na meningsverschillen met de raad van bestuur over de creatieve controle verliet Hulanicki het bedrijf en kort daarna, in 1975, werd Biba gesloten door de British Land Company.  Na de sluiting werd het warenhuis van Biba op Kensington High Street een tijdje bezet door krakers. De aandeelhouders van Dorothy Perkins besloten dat het Derry & Toms-gebouw waarin Big Biba was gevestigd, meer waard was dan het noodlijdende bedrijf zelf. In 1975 werden de interieurs van Derry & Toms vervangen door de interieurs van Marks & Spencer en British Home Stores. Dorothy Perkins verkocht het handelsmerk aan een consortium dat geen enkele connectie had met Barbara Hulanicki, die op 27 november 1978 een winkel opende in Londen, op twee verdiepingen in Conduit Street in de Londense wijk Mayfair. De winkel was geen succes en sloot minder dan twee jaar later.

## Herlanceringen
Er zijn verschillende pogingen gedaan om Biba nieuw leven in te blazen, de eerste vond plaats kort na de sluiting in 1977. Halverwege de jaren 1990 vond er een nieuwe herlancering plaats, met Monica Zipper als hoofdontwerper.  Barbara Hulanicki was niet betrokken geweest bij een van deze herlanceringen, en door het gebruik van Biba's logo en soortgelijke labels, kunnen deze kledingstukken gemakkelijk doorgaan voor originele vintage stukken. 
Het label Biba werd in mei 2006 opnieuw gelanceerd onder ontwerpster Bella Freud. Opnieuw werd de oprichter van Biba, Barbara Hulanicki, niet benaderd voor de herlancering en zei dat het 'heel, heel pijnlijk' was, omdat ze geloofde dat de nieuwe Biba 'zijn erfgoed zou verraden. Freuds eerste collectie lente/zomer 2007 werd onthuld op de London Fashion Week in september 2006 en werd bekritiseerd omdat deze afweek van het oorspronkelijke concept van goedkope kleding voor tieners en 'meer glans' nodig had, omdat ze 'een Biba-smaak hadden, maar de retrodetails misten die de originele Biba-ontwerpen wel hadden.' Freuds tweede poging, herfst/winter 2007, werd ook bekritiseerd als 'het soort ding dat al te veel verkrijgbaar is bij fast fashion-ketens.' Freud verliet het bedrijf na slechts twee seizoenen in juni 2007 om haar eigen label opnieuw te lanceren. De doorstart van Biba mislukte en het bedrijf ging in 2008 voor de tweede keer failliet.
House of Fraser (HoF) kocht het bedrijf in november 2009 voor een tweede herlancering door een intern designteam, waarbij Daisy Lowe werd aangekondigd als het nieuwe gezicht van het label. Hector Castro en een team van vijf man werden geselecteerd om Freud te vervangen. Deze herlancering was zeer succesvol en overtrof de verkoopcijfers van andere huismerken van House of Fraser in slechts twee weken na de lancering, waardoor de eindejaarsverkopen een impuls kregen. Ondertussen ontwierp Hulanicki in plaats daarvan capsulecollecties voor het rivaliserende winkelketen Topshop, en uitte opnieuw haar ongenoegen over de herlancering, waarbij ze de nieuwe Biba aanviel als "te duur" en "omdat deze niet de originele Biba-stijl weerspiegelde". Ze tekende ook een contract met Asda om drie tot vier kledingcollecties te produceren, die tussen de £11 en £18 in de winkel lagen. 
In 2014 werd aangekondigd dat Hulanicki adviseur zou worden van het merk Biba, nadat ze een overeenkomst had getekend met House of Fraser.  